# カルロ・ピッターラ
カルロ・ピッターラ（Carlo Pittara、1835年6月6日 - 1891年10月25日）はイタリアの画家である。トリノ県のリヴァーラなどの風景を描いたリヴァーラ派の中心的な画家であった。

## 略歴
トリノで生まれた。トリノの美術学校(Accademia Albertina)で学んだ後、風景画家のジュゼッペ・カミノ(Giuseppe Camino)に学んだ。スイスのジュネーブに移り、動物画が得意なシャルル・ウンベール(Charles Humbert:1813 - 1881)に学び、ジュネーブの風景画家、版画家のギュスターヴ・キャスタン(Gustave Castan:1823 - 1892) とも知り合った。1858年から1860年の間はパリに滞在し、ジャン＝バティスト・カミーユ・コローやシャルル・ジャックと交流し、バルビゾン派の画家の作品に感銘を受けた。
その後、ローマに3年間滞在し、その後、トリノに戻り、夏の間はトリノに近い高地の村、リヴァーラなどの風景を描く画家のグループ「リヴァーラ派」のリーダー的役割を果たしたとされる。「リヴァーラ派」の画家にはヴィットーレ・アヴォンド(Vittorio Avondo:1836–1910) やフェデリコ・パストリス(Federigo Pastoris:1837–1888)らがいた。「リヴァーラ派」におけるピッターラの位置づけについては、ピッターラの没後、マッキア派を代表する画家のテレマコ・シニョリーニは、別のメンバーのエルネスト・レイパー(Ernesto Rayper:1840–1873) の役割を高く評価する評論を行っていた。キャリアの最後の10年間は冬はパリで活動し、印象派の影響も見られるようになった。
リヴァーラで亡くなった。

## 作品

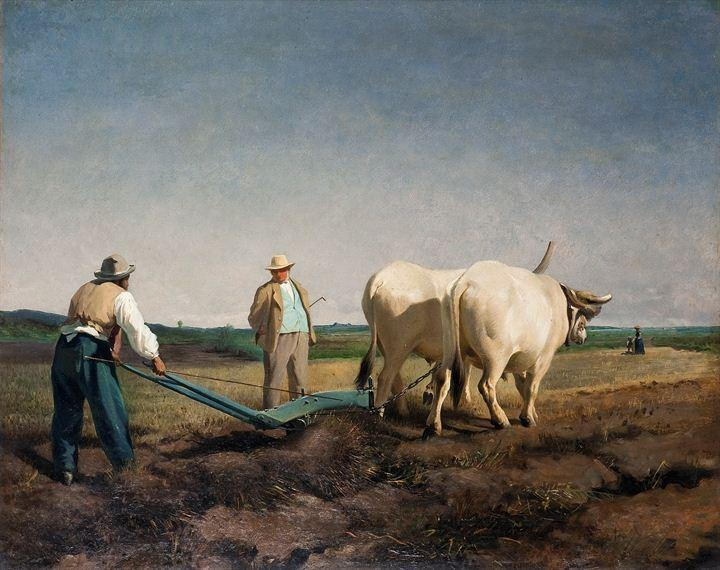
耕作
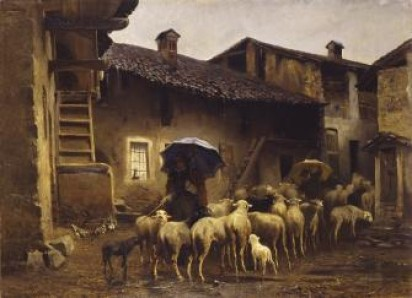
小屋に戻る家畜
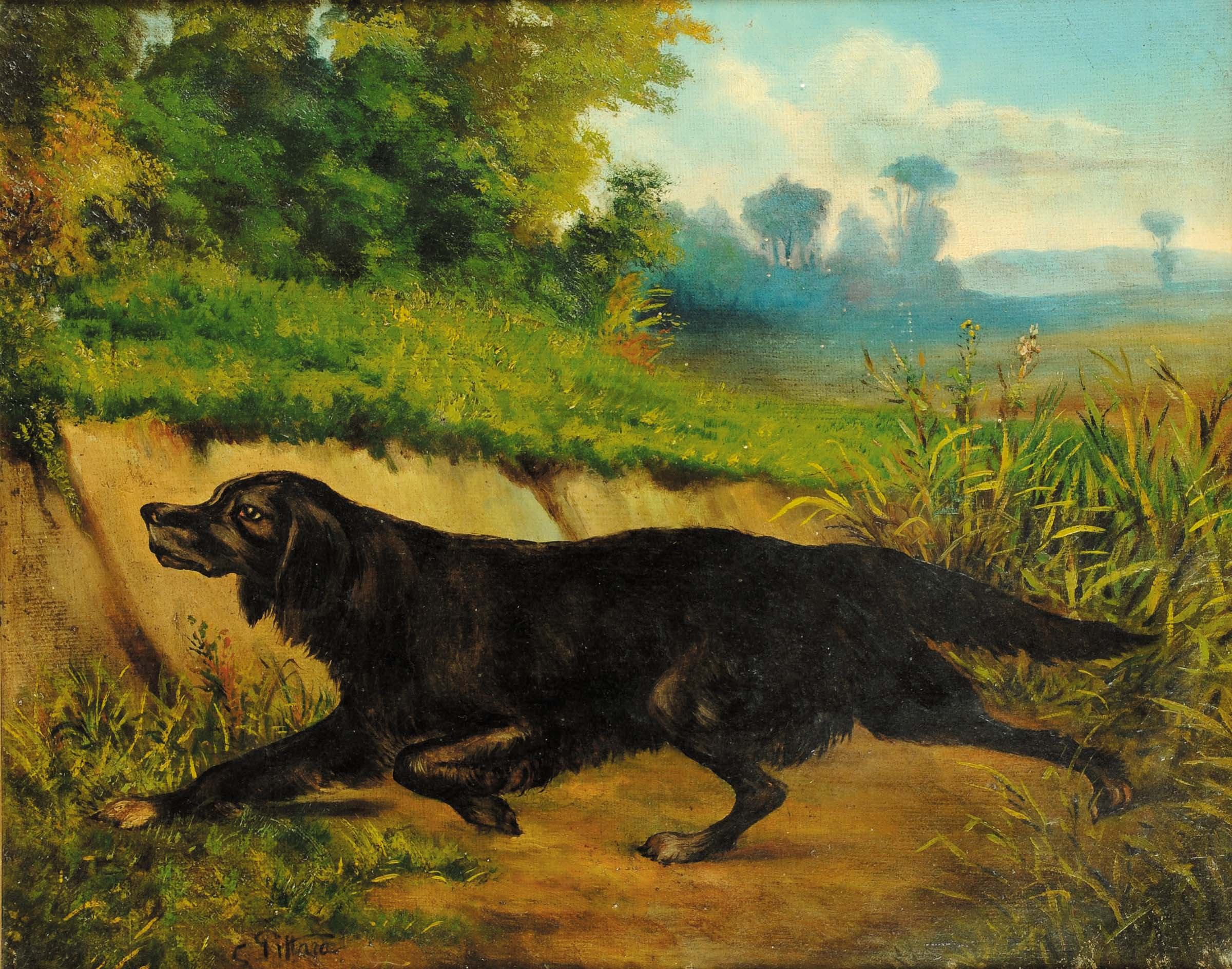
犬
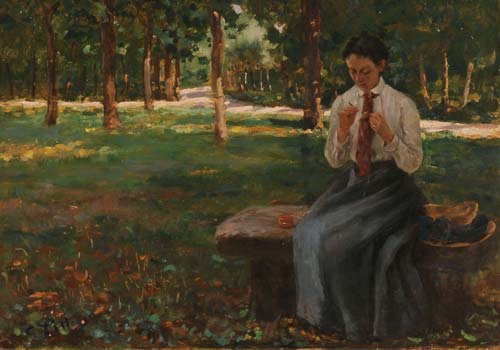
編み物をする女性